# Le Monastère
Le Monastère är en kommun i departementet Aveyron i regionen Occitanien i södra Frankrike. Kommunen ligger  i kantonen Rodez-Est som ligger i arrondissementet Rodez. År 2022 hade Le Monastère 2 301 invånare.

## Befolkningsutveckling
Antalet invånare i kommunen Le Monastère
Referens: INSEE

## Galleri

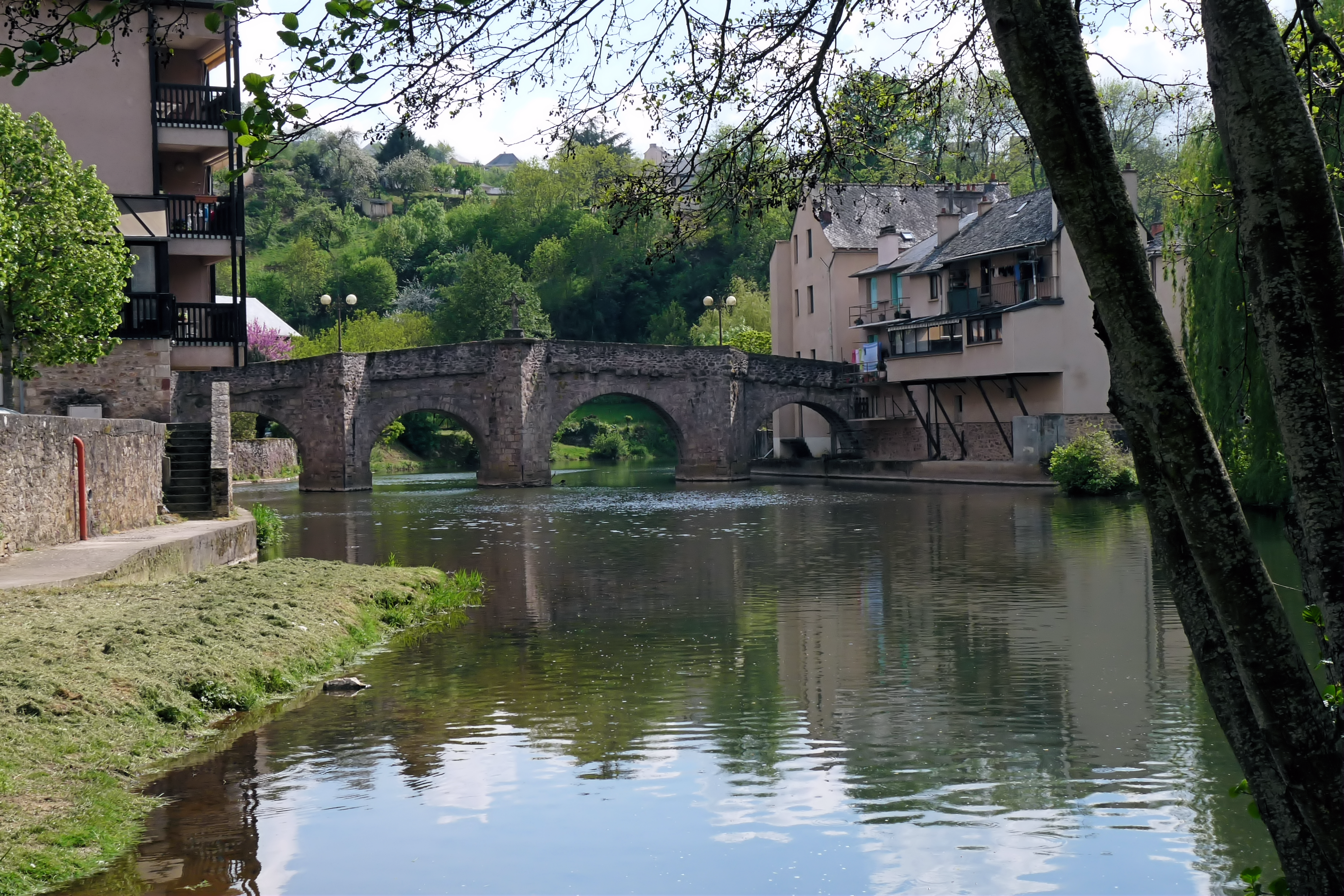